# Force intermoléculaire

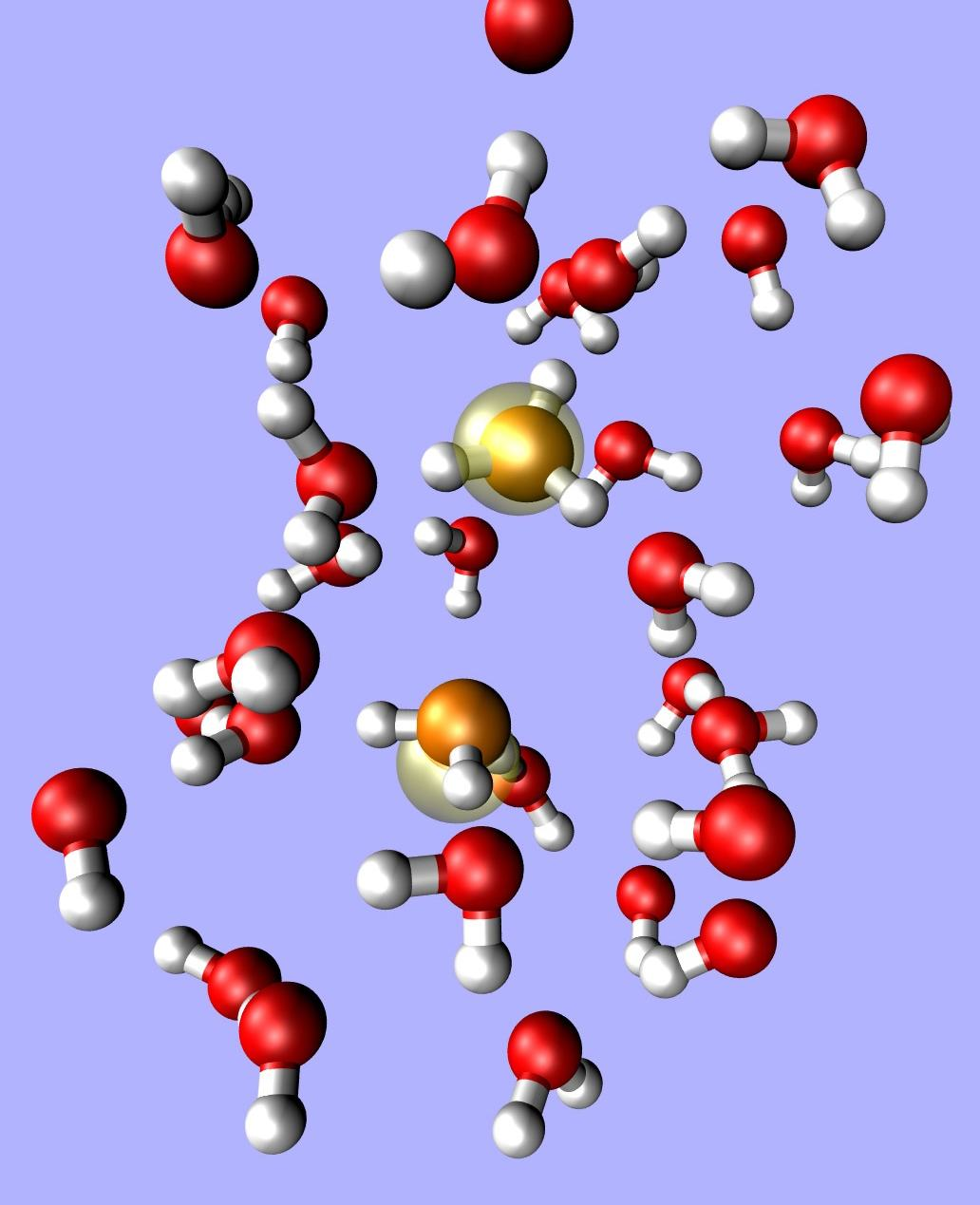
Simulation informatique de solutions aqueuses fortement acides montrant un appariement inhabituel d'ions hydronium

Les forces intermoléculaires sont des forces de nature essentiellement électrostatique induisant une attraction ou une répulsion entre des entités chimiques (atomes, molécules ou ions). Ces forces sont en général bien plus faibles que les forces intramoléculaires qui assurent l'association des atomes dans les molécules.

## Classification
Dans ces forces intermoléculaires, on distingue :
- les forces de Van der Waals, de nature électrostatique, qui recouvrent plusieurs types d'interactions :
  - forces dipôle–dipôle ou forces de Keesom (effets d'orientation) ;
  - forces dipôle-induit dipôle ou forces de Debye, (effets d'induction) ;
  - forces instantanées dipôle-induit dipôle-induit ou forces de London (effets de dispersion) ;
  - forces ion–dipôle ;
- les liaisons hydrogène ;
- les liaisons halogène.

Une récente classification de ces interactions est donnée par l'indice "IBSI" (Intrinsic Bond Strength Index), basé sur la méthodologie IGM (Independent Gradient Model),,.

## Intensité relative des forces intramoléculaire et intermoléculaire
| Type d'interaction | Énergie de dissociation (kcal/mol), |
| ------------------ | ----------------------------------- |
| Liaison ionique    | 250-4000                            |
| Liaison covalente  | 30-260                              |
| Pont hydrogène     | 1–12                                |
| Forces de Keesom   | 0,5–2                               |
| Forces de London   | < 1 à 15                            |

Note : les valeurs données sont des ordres de grandeur, la valeur de la force variant d'une molécule à l'autre. Dans la majorité des cas, les forces de London sont plus intenses que les forces de Keesom et les ponts H .